# Số lượng tử xung lượng
Số lượng tử xung lượng là một số lượng tử mô tả hình dạng mật độ phân bố của electron trong nguyên tử.
Các hàm sóng của electron được đưa ra bởi lý thuyết của Erwin Schrödinger đặc trưng bởi một vài số lượng tử. Số đầu tiên là n, mô tả số nốt hành xử của xác suất phân bố của electron. Nó tương quan với thế năng và trung bình khoảng cách của nó với hạt nhân.
Lý thuyết phát triển bởi Schrodinger dự đoán rằng với mọi giá trị của n, electron có thể tồn tại ở những trạng thái khác nhau, tất cả đều có cùng thế năng. Những trạng thái khác được phân biệt bởi các số lượng tử khác, số đầu tiên là số lượng tử xung lượng, với ký hiệu l.
Giá trị của l sẽ xác định hình dạng của orbital. Khi l = 0, orbital có hình cầu; khi l = 1, orbital có hình số 8. Khi l có giá trị càng cao thì hình dạng của orbital càng phức tạp.